# Hendrik Houthakker
Hendrik Houthakker (Amsterdam, 31 dicembre 1924 – Lebanon, 15 aprile 2008) è stato un economista olandese naturalizzato statunitense specialista della teoria del consumatore. È conosciuto soprattutto per aver conciliato la teoria della preferenza rivelata sviluppata da Samuelson con il modello neo-classico del consumatore (assioma forte della preferenza rivelata).

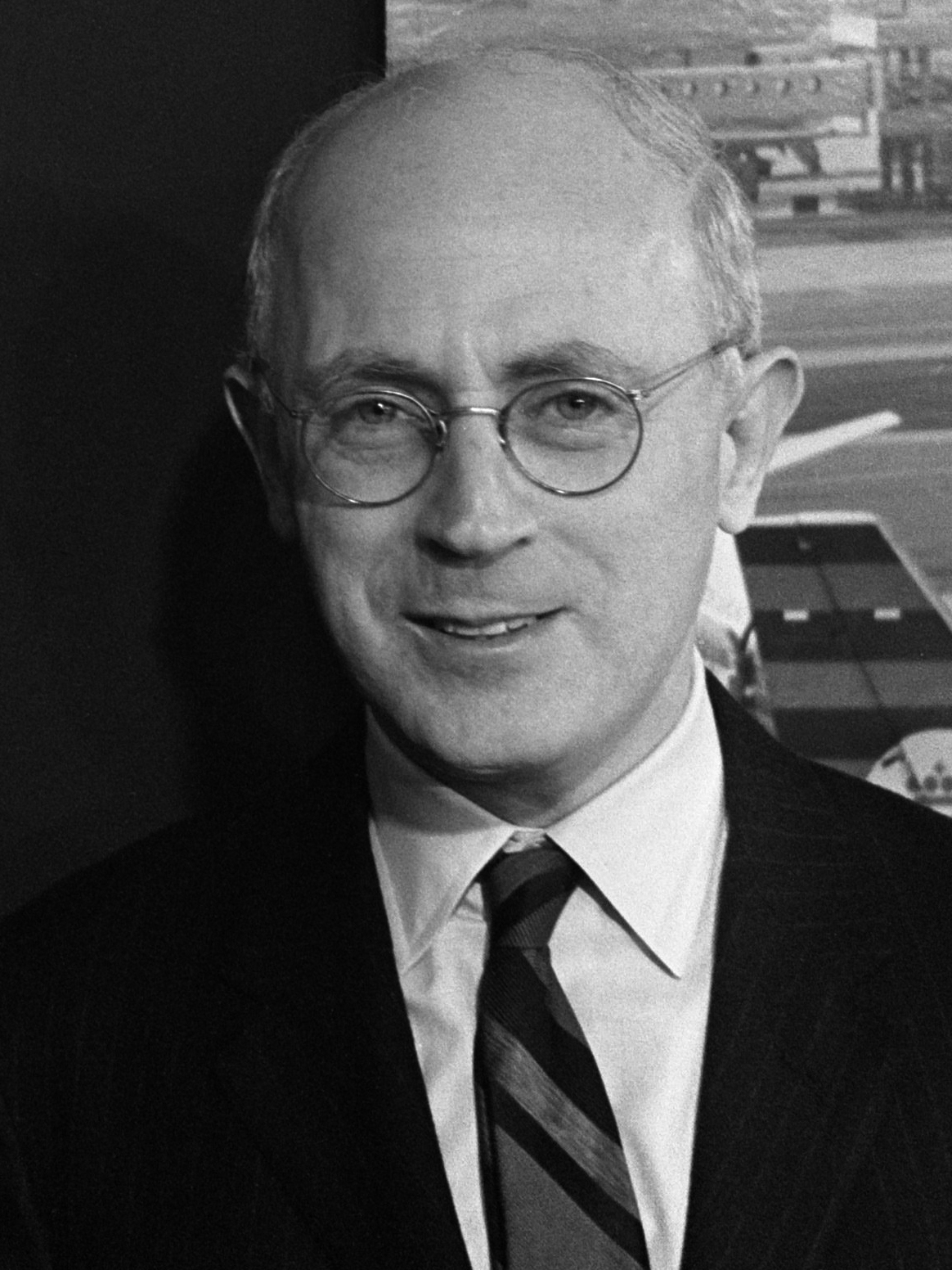
Hendrik S. Houthakker (1969)

La stima delle funzioni di domanda disaggregate, la problematica dell'aggregazione delle funzioni di produzione e il commercio internazionale sono altri campi dove i contributi di Houthakker sono importanti.

## Biografia
Houthakker è nato il 3l dicembre 1924 a Amsterdam (Paesi Bassi). Studia all'Università di Amsterdam e nel 1949 ottiene il titolo di dottore in scienze economiche. Subito dopo si reca al dipartimento di economia applicata dell'Università di Cambridge dove effettua delle ricerche sui bilanci delle famiglie e la teoria del consumatore.
Dopo un soggiorno alla Cowles Commission for Research in Economics, Houthakker insegna all'Università di Stanford e a partire dal 1960 all'Università Harvard. Dal 1969 al 1971 Houthakker è membro del Consiglio dei Consulenti Economici (Council of Economic Advisers) del presidente Richard Nixon. È stato presidente della Società di econometria (Econometric Society), vicepresidente dell'American Economic Association e membro dell'American Academy of Arts and Science.

## Onorificenze
- Medaglia John Bates Clark 1963
- Dottore honoris causa dell'Università di Amsterdam
- Dottore honoris causa dell'Università di Friburgo

## Principali pubblicazioni
- "Revealed Preference and the Utility Function", Economica, 1950, p. 159-174
- "The Pareto Distribution and the Cobb-Douglas Production Function in Activity Analysis", Review of Economic Studies, 1955, p. 27-31
- Analysis of Family Budgets, Cambridge, 1955 (con S. Prais)
- "An International Comparison of Household Expenditure Patterns Commemorating the Centenary of Engel's Law", Econometrica, 1957, p. 532-551
- "Additive Preferences", Econometrica, 1960, p. 244-257
- "The Present State of Consumption Theory", Econometrica, 1961, p. 704-740
- "New Evidence on Demand Elasticities", Econometrica, 1965, p. 277-288
- "A Note on Self-Dual Preferences", Econometrica, 1965, p. 797-801
- Consumer Demand in the United States: Analysis and Projections, Cambridge (Mass.), 1966 (con L.D. Taylor)
- "Income and Price Elasticities in World Trade", Review of Economics and Statistics, 1969, p. 111-125 (con S.P. Magee)
- The economics of financial markets, Oxford, 1996 (con P. Williamson)